# Quận Middlesex, New Jersey
Quận Middlesex là một quận nằm ở phía bắc trung bộ tiểu bang New Jersey, Hoa Kỳ. Tính đến năm 2015, dân số điều tra dân số ước tính quận Middlesex là 840.900 người, tăng 3,8% so với Tổng điều tra Hoa 2010 Kỳ, khi dân số của quận là 809.858 người, làm cho nó là quận đông dân thứ nhì của tiểu bang. Quận Middlesex là một phần của khu vực đô thị New York, và quận lỵ của nó là New Brunswick.  Trung tâm dân số của tiểu bang New Jersey nằm ở quận Middlesex, tại thị trấn Đông Brunswick, ngay phía đông của New Jersey Turnpike. Tổng điều tra năm 2000 cho thấy hạt xếp hạng thứ 63 tại Hoa Kỳ trong số các quận có thu nhập gia đình cao nhất. Cục phân tích kinh tế quận này có thu nhập trung bình đầu người thứ 143 trong tất cả 3.113 hạt ở Hoa Kỳ (và thứ 10 cao nhất tại New Jersey) thời điểm năm 2009. Quận Middlesex giữ nickname "The Greatest County in the Land".
Quận này được người ta chọn định cư nhờ có vị trí lý tưởng gần sông Raritan và được thành lập như của ngày 07 tháng 3 năm 1683, như là một phần của tỉnh Đông Jersey và bị chia cắt như của ngày 31 tháng 10 năm 1693, vào các thị trấn ở Piscataway, Perth Amboy và Woodbridge. Quận Somerset được thành lập ngày 14 tháng 5 năm 1688, từ các phần của quận Middlesex. Tòa án đầu tiên của quận gặp trong tháng 6 năm 1683 tại Piscataway, và tổ chức phiên họp tại các địa điểm xen kẽ trong thế kỷ tới ở Perth Amboy, Piscataway và Woodbridge trước khi chuyển vĩnh viễn đến New Brunswick trong 1778. Quận Middlesex County tổ chức một hệ thống công viên rộng lớn với tổng cộng hơn 6.300 mẫu Anh (2.500 ha). 

## Địa lý
Theo Cục điều tra dân số Hoa Kỳ, quận này có diện tích ki-lô-mét vuông, trong đó có km2 là diện tích đất, km2 là diện tích mặt nước.